# Harri Salminen
Harri Salminen – fiński kierowca wyścigowy.

## Kariera
Salminen rozpoczął karierę w wyścigach samochodowych w 2003 roku od startów w Historic Race Finland, gdzie został sklasyfikowany na dwunastym miejscu. W 2010 roku powrócił do ścigania po siedmioletniej przerwie. W HRF Roadsport A zdobył trzy punkty. Dały mu one 12. miejsce w klasyfikacji. Na sezon 2011 podpisał kontrakt z P1 Motorsport na starty w Północnoeuropejskim Pucharze Formuły Renault 2.0. Z dorobkiem 10 punktów ukończył sezon na 48 pozycji w klasyfikacji generalnej. W tym samym roku wystartował również gościnnie w Europejskim Pucharze Formuły Renault 2.0 podczas rundy na torze Circuit de Spa-Francorchamps.

## Statystyki
| Sezon | Seria                                         | Zespół        | Wyścigi | Zwycięstwa | PP | NO | Podium | Punkty | Pozycja |
| ----- | --------------------------------------------- | ------------- | ------- | ---------- | -- | -- | ------ | ------ | ------- |
| 2003  | Historic Race Finland - Erikoisvakio/GTS G/D  |               | 5       | 0          |    |    | 0      |        | 12      |
| 2010  | HRF Roadsport A                               |               | 3       | 0          | 0  | 0  | 0      | 6      | 12      |
| 2011  | Północnoeuropejski Puchar Formuły Renault 2.0 | P1 Motorsport | 5       | 0          | 0  | 0  | 0      | 10     | 48      |
| 2011  | Europejski Puchar Formuły Renault 2.0         | P1 Motorsport | 2       | 0          | 0  | 0  | 0      | 0      | NS†     |

† – Salminen nie był zaliczany do klasyfikacji.